# Katarina Juselius
Katarina Juselius, född 25 september 1943 i Åbo i Finland, är professor emeritus i ekonometrik och empirisk ekonomi vid Köpenhamns universitet. Hennes arbete har handlat om empiriska makromodeller och tillhörande frågor. Hon är gift med Søren Johansen som också är professor i ekonometrik vid samma universitet.

## Publikationer i urval
- Juselius, K. (2006). The Cointegrated VAR Model: Methodology and Applications. Oxford University Press. ISBN 0-19-928566-7 Juselius, K. (2006). The Cointegrated VAR Model: Methodology and Applications. Oxford University Press. ISBN 0-19-928566-7 Juselius, K. (2006). The Cointegrated VAR Model: Methodology and Applications. Oxford University Press. ISBN 0-19-928566-7
- Johansen, S. (1990). Maximum Likelihood Estimation and Inference on Cointegration—with Applications to the Demand for Money.
- Johansen, S. (1992). Testing Structural Hypotheses in a Multivariate Cointegration Analysis of the PPP and the UIP for UK.